# Seznam rektorů Vojenské lékařské akademie Jana Evangelisty Purkyně v Hradci Králové
Toto je chronologický seznam rektorů Vojenské lékařské akademie Jana Evangelisty Purkyně v Hradci Králové, která existovala v letech 1951–2004, kdy byla sloučena do nově vzniklé Univerzity obrany. Do roku 1991 velel škole jmenovaný náčelník, od roku 1991 byl rektor volen akademickým senátem.

## Seznam velitelů
Náčelníci
1. Osvald Vymětal (1951–1953)[1]
2. Josef Krčál (1953–1968)[1][2][3]
3. Zdeněk Fink (1968–1971)[2][3][4]
4. Jaroslav Vaňásek (1972–1987, v letech 1971–1972 pověřen výkonem funkce)[2][3][4]
5. Pavel Kuna (1987–1991)[2][3][4]

Rektoři
1. Josef Fusek (1. února 1991 – 31. ledna 1997)[5]
2. Svatopluk Býma (1. února 1997 – 30. září 2002)[5]
3. Roman Prymula (1. října 2002 – 31. srpna 2004)[5]